# Albarello

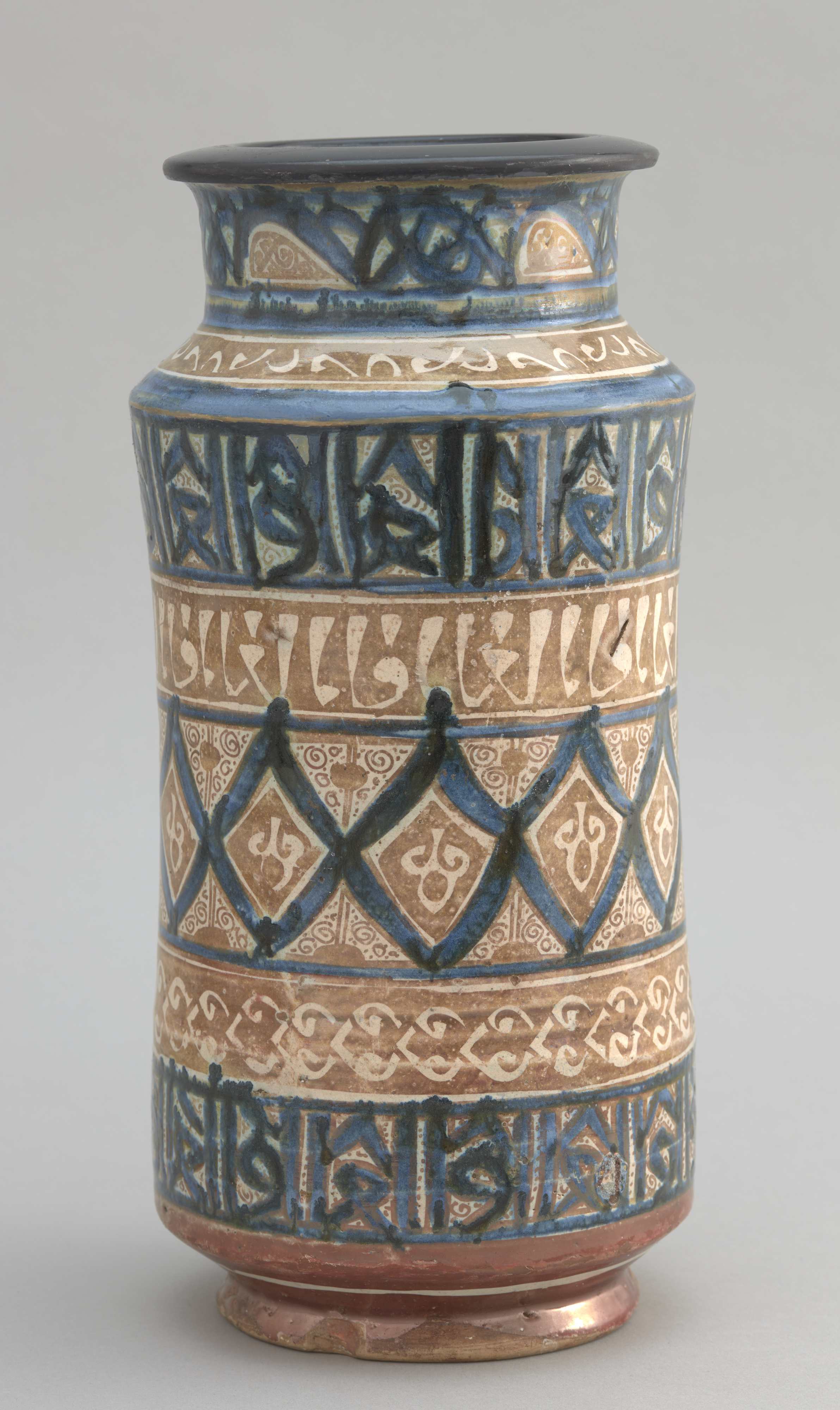
Albarello wykonane w Walencji ok. 1400-1425. Muzeum Książąt Czartoryskich

Albarello – jest to fajansowe naczynie aptekarskie w kształcie cylindrycznym (przypominającym łodygę bambusa) u góry lekko zwężone. Używano ich w Mezopotamii i Persji. W okresie Renesansu (w XIV wieku) wykonywano we Włoszech piękne i kolorowe albarelle w majolice.